# バーニング・オーシャン
『バーニング・オーシャン』（原題: Deepwater Horizon）は、マシュー・マイケル・カーナハンとマシュー・サンドの脚本をもとにピーター・バーグが監督した2016年製作のアメリカ映画。デイビッド・バーストウ、デビッド・ローデとステファニー・ソールによって書かれたニューヨーク・タイムズ紙2010年12月25日の記事"Deepwater Horizon's Final Hours"を基にしている。
この映画は2016年のトロント国際映画祭でプレミア公開された。
2010年メキシコ湾原油流出事故をモチーフとした災害パニック映画。ラストには実際の事故映像が使用されている。

## あらすじ
メキシコ湾沖約80kmにある石油掘削施設“ディープウォーター・ホライゾン”で海底油田から逆流してきた天然ガスの引火による大爆発が起こり、施設内に126名の作業員が火の中に閉じ込められてしまう。原因はスケジュールの遅れを理由に安全よりも利益を優先させた幹部が掘削再開を強行したためだった。会社に無断で助けを呼ぶな、自分達が先だと作業員を押しのけて逃亡する幹部とその部下。
そんな幹部たちとは逆に、被害の拡大を食い止めようとする作業員達の奮闘と、閉じ込められた施設からの決死の脱出劇を描く。

## キャスト
※括弧内は日本語吹替
- マイク・ウィリアムズ - マーク・ウォールバーグ（森川智之）

掘削技師。家族がいる。用意周到な性格。
- ジミー・ハレル - カート・ラッセル（田中正彦）

掘削施設主任。適切な指示と対処をし、安全を重視する。
- ドナルド・ヴィドリン - ジョン・マルコヴィッチ（樋浦勉）

現場管理者。早急で安全確認を軽視する。
- アンドレア・フレイタス - ジーナ・ロドリゲス（石井未紗）

ディープウォーター・ホライゾンの操縦者。
- ケイレブ・ハロウェイ - ディラン・オブライエン（田村真）

作業員。
- フェリシア・ウィリアムズ - ケイト・ハドソン（木村香央里）

マイクの妻。
- ジェイソン・アンダーソン - イーサン・サプリー（藤井隼）

コントロール室のマネージャー。
- ロバート・カルーザ - ブラッド・リーランド（英語版）（宮崎敦吉）

事故当時のBPのCEO。
- その他の日本語吹き替え‐深川芹亜/野川雅史/蓮岳大/長尾歩/堀総士郎/岩城泰司/烏田裕志/宮本克哉/長谷川敦央/吉柳太士郎/稲垣拓哉/真木駿一

## 評価

### 受賞
| 年   | 映画賞               | 賞                           | 対象 | 結果 | 出典  |
| ---- | -------------------- | ---------------------------- | ---- | ---- | ----- |
| 2017 | 第15回視覚効果協会賞 | 長編実写映画・補助視覚効果賞 |      | 受賞 | [ 9 ] |